# FK Dunav Ruse
El FK Dunav Ruse (en búlgar: ФК Дунав Русе) és un club de futbol búlgar de la ciutat de Ruse. El seu nom, Dunav, significa Danubi (en búlgar: Дунав, Dunav).

## Història

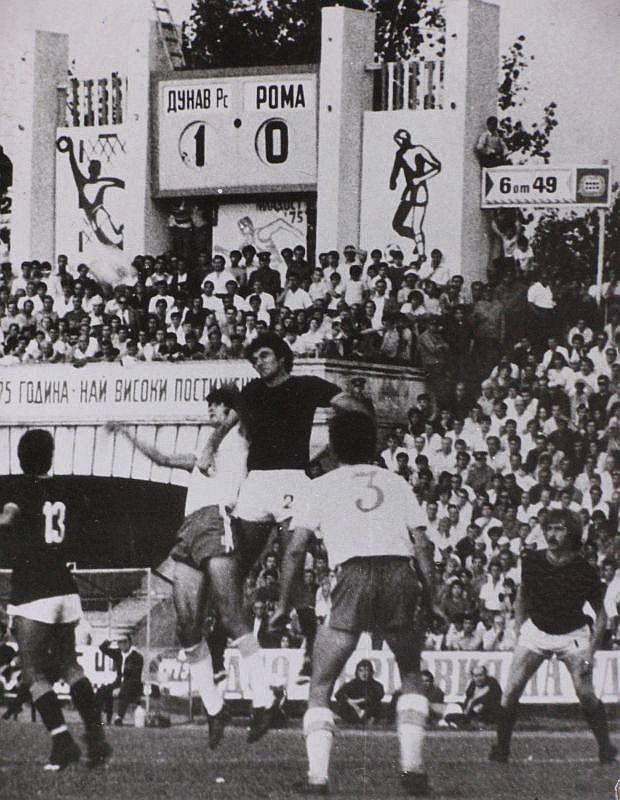
Il Dunav contra la Roma el 1975

El club té les arrels el 1919. L'actual club nasqué l'any 1949. El club s'ha anomenat successivament:
- 1949 Dunav (fusió dels clubs Partizanin, Lokomotiv i Rusenets)
- 1949 DSO Torpedo
- 1957 FD (Fizkulturno Druzhestvo) Dunav
- 1967 TDFS (Transportno Druzhestvo za Fizkutura i Sport) Dunav
- 1984 DFS (Druzhestvo za Fizkultura i Sport) Dunav
- 1989 FK Dunav
- 1997 FK Dunav Rakovski (en unir-se a Rakovski)
- 1998 Dunav '98
- 1999 PFK Dunav (en unir-se a OFK Dunav '56)
- 2004 FK Dunav

El seu principal èxit és la final del campionat búlgar de l'any 1937. També fou finalista de la copa els anys 1938, 1939, 1941 i 1962.